# Nepal nos Jogos Olímpicos de Inverno de 2002
O Nepal participou dos Jogos Olímpicos de Inverno de 2002 em Salt Lake City, nos Estados Unidos. O país fez sua estreia em Jogos Olímpicos de Inverno, sem conquistar nenhuma medalha.